# 126177 Filippofrontera
126177 Filippofrontera este o planetă minoră (asteroid), cu un diametru de 4,519 km, din centura de asteroizi. A fost descoperită pe 10 ianuarie 2002 la  de . 
Obiectul prezintă o orbită caracterizată de o semiaxă mare de 2,4457241211404 UAi, o excentricitate de 0,15267522319463, o înclinație de 9,7729545520428 ° în raport cu ecliptica.